# 801年
| 千纪： | 1千纪                                                                                           |
| 世纪： | 8世纪 \| 9世纪 \| 10世纪                                                                        |
| 年代： | 770年代 \| 780年代 \| 790年代 \| 800年代 \| 810年代 \| 820年代 \| 830年代                       |
| 年份： | 796年 \| 797年 \| 798年 \| 799年 \| 800年 \| 801年 \| 802年 \| 803年 \| 804年 \| 805年 \| 806年 |
| 纪年： | 辛巳年（蛇年）；唐貞元十七年；南诏上元十八年；日本延曆二十年；渤海国正曆七年                    |

## 大事记
- 查理曼镇压反叛教皇的教皇领地贝内文托。
- 法兰克人攻占巴塞罗那而與伊斯蘭教的西班牙領地接壤。
- 坂上田村麻呂在本州北部打敗蝦夷。